# Vương Thương (Đông Hán)
Vương Thương (tiếng Trung: 王商; bính âm: Wáng Shāng; ? – 211), tự Văn Biểu (文表), là quan viên, mưu sĩ dưới trướng quân phiệt Lưu Chương cuối thời Đông Hán trong lịch sử Trung Quốc.

## Tiểu sử
Vương Thương quê ở huyện Thê, quận Quảng Hán, Ích Châu, là anh em họ của Vương Sĩ, Vương Phủ.
Cụ của Vương Thương là Tương tác đại tượng Vương Đường, cưới vợ sau là Văn Cực. Cụ nội Vương Bác (王博) là con của Vương Đường với vợ trước, lấy vợ là Dương Tiến (楊進). Cha của Thương là Vương Tuân (王遵), lấy cháu gái của Thị trung Trương Bá là Trương Thúc Kỷ, sinh ra Vương Thương. Con dâu ba đời nhà họ Vương đều có hiền đức, được người đời tôn xưng là "Tam mẫu" (三母). Các danh sĩ đất Thục là Cổ Phác, Chu Cán (周幹), Bành Hiệp (彭勰), Chúc Quy từng cùng viết tụng ca ngợi Trương Thúc Kỷ.

## Cuộc đời
Vương Thương nổi danh nhờ tài học, được Ích Châu mục Lưu Chương tịch chức Trị trung Tùng sự. Lưu Chương tính cách yếu đuối lại đa nghi, không tín nhiệm các thần tử. Vương Thương ở bên cạnh thường tấu gián, khiến Lưu Chương tỉnh ngộ. Thương lần lượt tiến cử các danh sĩ trong châu, bao gồm Triệu Vĩ, Trần Thực (陳實) người An Hán, Cung Dương (龔揚), Triệu Mẫn (趙敏), Lê Cảnh (黎景) người Điếm Giang, Vương Đạm (王澹) người Lãng Trung, Mạnh Bưu (孟彪) người Giang Châu. Những người trên về sau đều giữ chức quan trong châu hay làm quận thú. Kinh Châu mục Lưu Biểu, danh sĩ Tống Trung đều biết đến danh khí của Vương Thương, thường gửi thư từ giao lưu.
Khoảng sau 196, Lưu Chương biết danh sĩ Hứa Tĩnh tị nạn ở Giao Chỉ, cho vời Tĩnh vào đất Thục, phong làm Thái thú Ba quận, Quảng Hán. Tống Trung ở Kinh Châu liền gửi thư cho Vương Thương, nói rằng:
Văn Hưu là người lỗi lạc quý báu lạ thường, tài năng cái thế, túc hạ nên xem là khuôn mẫu.
Năm 201, Lưu Chương trấn áp được cuộc nổi dậy của Triệu Vĩ, Cam Ninh, lấy Vương Thương làm Thái thú Thục quận. Người Thành Đô là Cầm Kiên (禽堅) có đức hạnh, chí hiếu, Thương cho tu sửa mộ phần, truy tặng Hiếu liêm. Sau đó, Vương Thương lập đền thờ tiên hiền đất Thục là Nghiêm Quang, Lý Hoằng; sửa sang lại việc cúng tế. Thương tại nhiệm 10 năm, cho sửa sang trường học, mở rộng nghề nông, khiến bách tính được nhờ.
Ngày trước, quân phiệt Lương Châu là Mã Đằng, Hàn Toại cùng Lưu Yên kết minh. Khoảng 208–210, Mã Siêu nắm giữ quân đội của Đằng, muốn tiếp tục liên minh với Ích Châu. Vương Thương khuyên bảo Lưu Chương:
Siêu dũng mãnh mà bất nhân, thấy lợi thì không nghĩ đến đạo nghĩa, chẳng nên kết quan hệ răng môi. Lão Tử nói: "Lợi khí của quốc gia, chẳng nên đem kể với người ta". Ích Châu hiện nay, kẻ sĩ có tài, nhân dân phong túc, bảo vật từ đó sinh ra, là chỗ mà kẻ giảo hoạt trong thiên hạ muốn khuynh đảo. Đấy là lý do bọn Siêu ngóng sang tây vậy. Nếu lôi kéo mà thân gần hắn, thì cũng như dưỡng hổ, tương tự với di họa rồi.'
Năm 211, Vương Thương chết khi đương nhiệm. Lưu Chương lấy Hứa Tĩnh làm Thái thú Thục quận.

## Nhận xét
Hứa Tĩnh: Nếu Thương sinh ra ở Hoa Hạ, dẫu Vương Cảnh Hưng cũng không lấy gì hơn được vậy.

## Gia đình
Con cái:
- Vương Bành (王彭), quan đến Thái thú Ba quận nhà Quý Hán.[8]

Cháu:
- Vương Hóa (王化), tự Bá Viễn (伯遠), quan đến Thái thú Tử Đồng thời Tây Tấn.[8]
- Vương Thần (王振), tự Trọng Viễn (仲遠), quan đến Thái thú Ba Đông thời Tây Tấn.
- Vương Đại (王岱), tự Quý Viễn (季遠), quan đến Huyện lệnh Quảng Dương, Tác Đường thời Tây Tấn.
- Vương Sùng (王崇), tự Bá Viễn (幼遠), quan đến Thái thú Thượng Dung, Thục quận thời Tây Tấn.[8]

## Trong văn hóa
Vương Thương không xuất hiện trong tiểu thuyết Tam quốc diễn nghĩa của La Quán Trung.